# Oslo (opera teatrale)
Oslo è un'opera teatrale di J. T. Rogers, debuttata nell'Off Broadway nel 2016.

## Trama
La piece mette in scena le negoziazioni che portarono alla stesura e firma degli accordi di Oslo tra il governo israeliano e l'Organizzazione per la Liberazione della Palestina nel 1993 e ha per protagonisti le persone che hanno reso possibile questi accordi, tra cui Yossi Beilin e Shimon Peres.

## Distribuzione
Il dramma debuttò l'11 luglio 2016 al Mitzi E. Newhouse Theater del Lincoln Center di New York, con la regia di Bartlett Sher e un cast che comprendeva Jefferson Mays, Jennifer Ehle, Michael Aronov e Joseph Siravo. Il 13 aprile 2017 Oslo debutta a Broadway, al Vivian Beaumont Theater, con il cast originale; la piece viene candidata a sette Tony Awards, massimo riconoscimento del teatro di Broadway, e ne vince due: migliore opera teatrale e miglior attore non protagonista (Aronov).
Oslo debutta a Londra il 15 settembre 2017 e viene messo in scena per una stagione limitata al Royal National Theatre fino al 23 settembre; dal 2 ottobre al 30 dicembre, la produzione viene allestita all'Harold Pinter Theatre del West End londinese. Ancora una volta diretta da Sher, la produzione ha come protagonisti Toby Stephens, Lydia Leonard e Peter Polycarpou.

## Adattamento televisivo
Nel 2021 Bartlett Sher, già regista del dramma a Broadway e Londra, ha diretto un omonimo film televisivo per HBO con Andrew Scott e Ruth Wilson nei ruoli principali.